# Delaware (fiume)
Il Delaware è un fiume della costa atlantica degli Stati Uniti.

## Geografia
Il suo braccio principale (noto come Mohawk) nasce dai monti Catskills, nel sud dello Stato di New York, e sfocia dopo un percorso di circa 660 km in un lungo estuario noto come baia del Delaware. Ha una portata media di 330 m³/secondo. Per gran parte del suo corso il Delaware segna il confine fra la Pennsylvania e lo Stato del New Jersey, fra la Pennsylvania e New York ed infine fra lo Stato del Delaware ed il New Jersey.
Sulle sue rive sorgono le città di Trenton, Filadelfia e Wilmington. Il Delaware è navigabile fino a Trenton ed è unito per mezzo di canali con le baie di Chesapeake e di Lower e con il fiume Hudson.

## Storia
Il Delaware fu esplorato dall'olandese Adriaen Block che lo denominò South River, in quanto permetteva di raggiungere le zone più a sud di quella colonia.
Il fiume deve la sua celebrità alla guerra d'indipendenza americana. Durante la notte del 25 dicembre 1776 esso fu attraversato in barca dalle truppe del generale George Washington con l'intento di attaccare la mattina seguente la guarnigione assiana presente a Trenton, cosa che in effetti avvenne, ottenendo una grande vittoria (la battaglia di Trenton). Il punto preciso dell'attraversamento è oggi denominato Washington's Crossing.

## Flora e fauna
Tra le specie ittiche autoctone di questo fiume vi è il pesce gatto nebuloso (Ameiurus nebulosus).